# Тину Лоїк
Тину Лойк (ест. Tõnu Loik; 19 листопада 1875, волость Ейнманн, Ярвамаа — 10 липня 1958) — естонський політик і підприємець, депутат Установчих зборів Естонії.
Тину Лоїк народився у сім'ї фермера, закінчив міську школу Пайде в 1897 році. З 1899 по 1917 рік працював на службі поштово-телеграфно-телефонної мережі в Таллінні і завідував там відділом.
5-7 квітня 1919 року Тину Лоїк був обраний депутатом Установчих зборів від списку Трудової партії Естонії на виборах до Установчих зборів Естонії. У 1919–1922 роках був головою Центрального союзу державних і місцевих службовців.
У 1921–1927 роках працював у правлінні банку Ametnikkude, а в 1921–1924 роках виконував обов’язки керуючого бізнесом Vaba Maa, а з 1925 року був членом правління Kindlustusselts «Põhja Kotkas». Міський радник Міських зборів Таллінна в 1921–1927.
У 1927–1930 роках був членом ради споживчого товариства «Ома», а з 1927 року — директором Талліннського міського банку.

## Зовнішні посилання
- Tõnu Loik Eesti biograafilises andmebaasis ISIK
- Eesti Asutava Kogu liikme Tõnu Loiki mälestusüritus Kergutal, www.tapa.ee, 15.03.2019
- TÕNU LOIK 60 A., Ühistegelised Uudised, nr. 46, 15 november 1935